# ポレポレ東中野
ポレポレ東中野（ポレポレひがしなかの）は、東京都中野区東中野にあるミニシアター。劇場名に冠された「ポレポレ」は、映画館が入居するビル「ポレポレ坐」から取られたもので、スワヒリ語で「ゆっくり、ゆっくり」を意味する。1スクリーン、96席。

## 沿革
1994年にオープンした「BOX東中野」が前身の映画館であり、運営会社とビル所有者との間の契約上の問題から2003年4月25日に閉館となる。
その後、ビル所有者自ら新しい支配人を公募、映画配給などを業務とするポレポレタイムス社（本橋成一主宰）が運営権を取得し2003年9月6日に「ポレポレ東中野」として、大槻貴宏（下北沢トリウッド 代表）が支配人で再開した。
2018年8月7日、大槻貴宏が株式会社ポレポレ東中野を設立。
2018年10月よりポレポレタイムス社から株式会社ポレポレ東中野（代表：大槻貴宏）が運営を引き継いだ。
ポレポレタイムス社は、ポレポレ坐ビル7Fから東中野3-16-9青林堂ハウスに移転し、平成30年10月1日から青林堂ハウスで業務開始した。

## 概要
中野区唯一の映画館である。
上映作品は、BOX東中野の特色であったドキュメンタリーを中心に据え、自主配給作品や若手監督の劇映画を上映している。

## 座席
- 座席数：96席[6]
- 車いすスペース有り[6]

## カフェ
ポレポレ坐ビル1階「Space & Cafe ポレポレ坐」は、映画館と同じく株式会社ポレポレ東中野が運営している。
店内はカフェとイベントが行われるスペースがある。
トークイベント、映画上映、アコースティックライブなどイベントが行われる。

## 参考情報・資料
- BOX東中野（現：ポレポレ東中野） - 「港町キネマ通り」サイト内の記事（2002年3月取材）